# Ragione sociale
La ragione sociale, in Italia, è la denominazione sotto cui agisce una società di persone. Deve contenere il nome di uno o più soci con l'indicazione del rapporto sociale.

## Caratteristiche
È composta dal nome seguito dall'acronimo del tipo di società, ed è oggetto di iscrizione nel registro delle imprese. Tale registrazione serve a rendere il diritto di esclusiva opponibile a terzi (è chiave identificativa di più aziende aventi lo stesso nome).
Nelle società in nome collettivo (s.n.c.) la ragione sociale deve contenere il nome di uno o più soci indifferentemente, con l'indicazione del rapporto sociale (art. 2292 c.c.); nel caso di una società in accomandita semplice (s.a.s.), invece, essa deve contenere il nome di almeno un socio accomandatario. L'accomandante che consenta che il suo nome sia compreso nella ragione sociale risponde di fronte ai terzi illimitatamente e solidalmente con i soci accomandatari per le obbligazioni sociali (art. 2314 c.c.).
Le società semplici (s.s.) possono liberamente omettere di includere i suddetti nominativi.